# Maarsbergen (huis)
Maarsbergen is een kasteelachtig landhuis en landgoed bij Maarsbergen, gemeente Utrechtse Heuvelrug in de Nederlandse provincie Utrecht.
Het land rond Maarsbergen was in de vroege middeleeuwen voor een groot deel eigendom van het riddergoed Berne bij Heusden. Ridder Fulco (Folcoldus) van Berne kreeg de goederen in Maarsbergen in bezit toen hij trouwde met de dochter van de heer van Heusden. In 1134 schonk Fulco zijn bezittingen, waaronder Maarsbergen aan de Norbertijner monniken en werd door bisschop Andries van Utrecht de stichting van een abdij bevestigd. Dit klooster werd in 1218 en 1430 verwoest en weer opgebouwd, waarna het diende als woning voor proosten die het land van de abdij van Berne huurden. Het stond daarna bekend als het Proosdijhuis.
In 1610 werd het nog vermeld als een omgrachte, versterkte boerderij met een eendenkooi (het huidige natuurgebied De Kom). Tot 1621 bleef het goed een uithof van de abdij van Berne, waarna de laatste proost wegens wanbeheer werd ontslagen.
Na de vrede van Münster werden de landerijen in 1648 door de Staten van Holland in beslag genomen. Deze verkochten het in 1656 aan de Amsterdamse koopman Samuel de Marez. Het Proosdijhuis bevond zich toen al in een zeer verwaarloosde toestand en De Marez besloot op een andere plaats een nieuw huis te bouwen, het huidige kasteel Maarsbergen. De oude proosdij werd in 1676 nog op de kaart aangegeven; zij bevond zich nabij de huidige boerderij "de Koedam" (52° 2′ 48″ NB, 5° 24′ 56″ OL) waar in 1870 nog oude muurresten gevonden werden.
Tot 1764 bleef het kasteel in het bezit van de familie de Marez. Het had in de 17e eeuw al in grote lijnen het huidige uiterlijk. De twee ronde hoektorens werden in 1804 gesloopt maar in 1930 weer herbouwd.
In 1882 kocht Karel Antonie Godin de Beaufort het huis, dat sindsdien familiebezit is gebleven. De bekendste bewoner was de autocoureur Carel Godin de Beaufort.
Ten zuiden van de parkaanleg bevindt zich de Folcoldusheuvel, met het familiegraf van Godin de Beaufort.

## Televisieopnamen
Vanaf 2017 vervangt deze locatie Kasteel Broekhuizen in Leersum als opnamelocatie voor het bakprogramma Heel Holland Bakt. Dat kasteel werd in 2016 een hotel en was daarom niet meer geschikt als opnamelocatie voor dit programma.